# Arondismentul Châteaubriant
Arondismentul Châteaubriant (în franceză Arrondissement de Châteaubriant) este un arondisment din departamentul Loire-Atlantique, regiunea Pays de la Loire, Franța.

## Subdiviziuni

### Cantoane
- Cantonul Blain
- Cantonul Châteaubriant
- Cantonul Derval
- Cantonul Guémené-Penfao
- Cantonul Moisdon-la-Rivière
- Cantonul Nort-sur-Erdre
- Cantonul Nozay
- Cantonul Rougé
- Cantonul Saint-Julien-de-Vouvantes
- Cantonul Saint-Nicolas-de-Redon

### Comune
| 1. Abbaretz (44001)                | 2. Avessac (44007)                   | 3. Blain (44015)                      | 4. Bouvron (44023)               |
| 5. Casson (44027)                  | 6. La Chapelle-Glain (44031)         | 7. La Chevallerais (44221)            | 8. Châteaubriant (44036)         |
| 9. Conquereuil (44044)             | 10. Derval (44051)                   | 11. Erbray (44054)                    | 12. Fay-de-Bretagne (44056)      |
| 13. Fercé (44058)                  | 14. Fégréac (44057)                  | 15. Grand-Auverné (44065)             | 16. La Grigonnais (44224)        |
| 17. Guémené-Penfao (44067)         | 18. Le Gâvre (44062)                 | 19. Héric (44073)                     | 20. Issé (44075)                 |
| 21. Jans (44076)                   | 22. Juigné-des-Moutiers (44078)      | 23. Louisfert (44085)                 | 24. Lusanger (44086)             |
| 25. Marsac-sur-Don (44091)         | 26. Massérac (44092)                 | 27. La Meilleraye-de-Bretagne (44095) | 28. Moisdon-la-Rivière (44099)   |
| 29. Mouais (44105)                 | 30. Nort-sur-Erdre (44110)           | 31. Notre-Dame-des-Landes (44111)     | 32. Noyal-sur-Brutz (44112)      |
| 33. Nozay (44113)                  | 34. Petit-Auverné (44121)            | 35. Petit-Mars (44122)                | 36. Pierric (44123)              |
| 37. Plessé (44128)                 | 38. Puceul (44138)                   | 39. Rougé (44146)                     | 40. Ruffigné (44148)             |
| 41. Saffré (44149)                 | 42. Saint-Aubin-des-Châteaux (44153) | 43. Saint-Julien-de-Vouvantes (44170) | 44. Saint-Mars-du-Désert (44179) |
| 45. Saint-Nicolas-de-Redon (44185) | 46. Saint-Vincent-des-Landes (44193) | 47. Sion-les-Mines (44197)            | 48. Soudan (44199)               |
| 49. Soulvache (44200)              | 50. Les Touches (44205)              | 51. Treffieux (44208)                 | 52. Vay (44214)                  |
| 53. Villepot (44218)               |                                      |                                       |                                  |